# Nox (gra komputerowa)
Nox – komputerowa gra fabularna stworzona przez Westwood Studios i wydana przez Electronic Arts 16 lutego 2000.

## Rozgrywka
Gracz wciela się w jedną z trzech postaci: wojownika, czarodzieja lub maga. Każdego z nich charakteryzują określone cechy, np. zdolność do wykonywania ataków specjalnych, zastawiania pułapek lub zaklinania zwierząt. W zależności od wybranej klasy gra oferuje zróżnicowany przebieg fabuły oraz rozpoczęcie rozgrywki w innym miejscu – zamku Galava, fortecy Dan Mir lub wsi Ix. Celem gry jest zabicie Hecubah – królowej umarłych.
Nox umożliwia rozgrywkę jedno- oraz wieloosobową, w której gracze walczą przeciwko sobie w różnych lokalizacjach.